# Доракумбура (Грама Ніладхарі)
Грама Ніладхарі Доракумбура (№ 139) — Грама Ніладхарі підрозділу ОС Падіяталава, округ Ампара, Східна провінція, Шрі-Ланка.

## Демографія
| Населення (2007) | Населення (2007) | Населення (2007) | Населення (2007) | Населення (2007) |
| Населення        | Чоловіки         | Жінки            | Діти             | Дорослі          |
| ---------------- | ---------------- | ---------------- | ---------------- | ---------------- |
| 634              | 318              | 316              | 259              | 375              |